# Dirk van der Aa
Dirk van der Aa (L'Aia, 1731 – L'Aia, 23 febbraio 1809) è stato un pittore olandese del periodo rococò, specializzato soprattutto in allegorie.

## Biografia
Iniziò a dipingere diventando apprendista di Johann Heinrich Keller. Gerrit Mes divenne poi il suo secondo maestro e van der Aa entrò a collaborare nella sua bottega: i due si specializzarono in dipinti decorativi e grisaille.
Visse anche a Parigi per alcuni anni della sua vita. Ebbe come allievo il nipote Jacob van der Aa.
Dirk van der Aa ebbe anche degli allievi tra cui Evert Morel, Cornelis Kuipers, Johan Christiaan Roedig. e il nipote Andries van der Aa.